# Чемпіонат світу з піци
World Pizza Championship (з англ. — «Чемпіонат світу з піци», «Чемпіонат світу з приготування піци») — це щорічний кулінарний конкурс, присвячений піці. Вперше проведений в 1991 році. Організатори конкурсу — журнали Pizza e Pasta Italiana і PizzaNew. У 2008 році в чемпіонаті брали участь кухарі з 20 країн. Піцу оцінюють судді, при оцінці враховуються процес приготування і випічки піци, її смак і подача. На заході проводиться чемпіонат зі швидкісного приготування піци, змагання з «піца-акробатики» і за кількістю приготованого тесту для піци. World Pizza Championship проводиться в Сальсомаджоре-Терме, в Італії. У деяких інших містах (наприклад, в Парижі і Неаполі) є інші кулінарні заходи, присвячені піці.
На чемпіонаті присутня міс Італія. Як правило, в World Pizza Championship беруть участь близько 6500 компаній. Переможці турніру потрапляють в Зал Слави й іноді запрошуються в наступному році для суддівства. Також кафе-переможець отримує 10 000 доларів.
Передбачено різні номінації: наприклад, «найкраща вегетаріанська піца», «найкраща м'ясна піца». В кінці конкурсу відбирається найкраща піца. Компанії-переможці можуть використовувати свій успіх для реклами. Власнику такого кафе дістається табличка, яку він може розмістити в закладі.
Тоні Джеміньяні — один з багаторазових переможців чемпіонату.